# Dam (toponiem)
Een dam is een dwars door een water gelegen afsluiting, bedoeld om water te keren of te beheersen. Een dergelijke dam is vaak een bruikbare oversteekplaats.
Veel nederzettingen in het waterrijke Nederland zijn bij zo'n oversteekplaats ontstaan en ontlenen er hun naam aan. In naburige landen zijn toponiemen met -dam veel zeldzamer.
Etymologisch gezien is het woord dam moeilijk te herleiden, net als het woord dijk werd er oorspronkelijk zowel de sloot/poel als het door het graven van een sloot/poel ontstane dijklichaam mee aangeduid.

## Dammen en plaatsnamen
Veel Nederlandse plaatsnamen danken hun naam aan een dergelijke afsluiting. Het was een plaats waar het verkeer naar werd toegeleid en op dergelijke plaatsen ontstond bebouwing. Vaak heten de plaatsen naar het water waarin de dam was gelegen, met als tweede deel het woord dam.
- Amstel + dam → Aemstelredam(me) → Amsterdam. Zie ook: Dam (Amsterdam).
- Rotte + dam → Rotterdam
- Schie + dam → Schiedam
- Appe + dam → Appingedam
- Ee + dam → Edam
- Spaarne + dam → Spaarndam
- Zaan + dam → Zaandam

Niet alle dam-namen zijn zo ontstaan.
- Leidschendam = dam bij (gemeente) Leiden
- Damme = niet meer en niet minder dan dam
- Monnickendam (gem. Waterland) = door monniken aangelegde dam
- Dam bij het Klaphek (gem. IJsselstein) = gelegen bij de boerderij met die naam

Soms is een naam niet meer goed te herleiden.
- Onderdendam (gem. Bedum) komt van Uldernadomme = (waarschijnlijk) een in unland (onland = moeras) aangelegde dam.
Een andere verklaring is: een dam onder het water (het water kan eroverheen, mensen ook), een soort kunstmatige voorde.
- Volendam zou kunnen betekenen: gevoolde (steviggemaakte) dam.
Een andere verklaring is dat met deze dam een haven is afgesloten, is vol gemaakt, wat weer aansluit op de oude naam Vollendam.
Een legende vertelt dat het dorp is ontstaan nadat er binnen de stadsmuren van Edam geen ruimte meer was voor huizen en dat het dorp ook op die manier aan haar naam is gekomen: "Vol-Edam", ofwel Edam is vol.

Soms is de naam bijna fantasie:
- Veendam, een dam in het veen. In 1648 bedacht door A.G. Wildervanck.

Alhoewel het woord "dam" in veel talen is overgenomen zijn dam-plaatsen typisch voor Nederland. In België komen dergelijke namen nauwelijks voor.
In Duitsland komen ook enkele plaatsen voor met "dam" als onderdeel van de naam, zoals Potsdam, maar dan betreft het een verbastering van een woord met een andere betekenis.
Plaatsen in het buitenland die vernoemd zijn naar een Nederlandse dam-plaats, worden zelf niet als dam-plaats beschouwd: ze zijn vernoemd naar een plaats en niet naar een dam.

## Nederlandse "dam-namen"
- Aardam
- Alblasserdam
- Amsterdam
- Amsterdamscheveld
- Appingedam
- Bergumerdam
- Bilderdam
- Brigdamme
- Busch en Dam
- Dam (Limburg)
- Dam (Wieringen)
- Damwoude
- Didam
- Dubbeldam
- Durgerdam
- Edam
- Galamadammen
- Giessendam
- Heerjansdam
- Hinderdam
- Ilpendam
- Klein Amsterdam
- Krabbendam
- Kwadendamme
- Leerdam
- Leidschendam
- Maasdam
- Mildam
- Monnickendam
- Muntendam
- Nieuw-Amsterdam
- Nieuwendam
- Obdam
- Onderdendam
- Oostendam
- Oostknollendam
- Polsbroekerdam
- Rijsdam
- Rotterdam
- Schardam
- Schiedam
- Schoorldam
- Spaarndam
- Spaarndam-Oost
- Spaarndam-West
- Statendam
- Steendam
- Stellendam
- Uitdam
- Veendam
- Volendam
- Vuilendam
- Werkendam
- Westknollendam
- Zaandam
- Zeddam
- Zeldam
- Zwammerdam

## Belgische "dam-namen"
- Dam (Antwerpen)
- Dambrugge
- Damme
- Elzendamme
- Nieuwendamme
- Waardamme
- Zwankendamme

## Duitse "dam-namen"
- Damme (Nedersaksen) De plaatsnaam "Damme" werd voor het eerst 1180 genoemd. De middeleeuwse ofwel huidige nederzetting zelf is echter al ouder, want de kerk aldaar moet al tussen 850 en 950 vanuit Osnabrück gesticht zijn. Deze plaats ligt aan geen waterloop van enige betekenis, ook zijn geen bouwsels bekend die een dergelijke benaming kunnen verklaren. Vermoed wordt dat de plaats de naam ontleend aan zijn geografische ligging. Ingeklemd tussen een stuwwal, een veengebied en het meer "Dümmer". "Damme" zou in dit geval naar de inkapselde, langgerekte bewoonbare zandgrondzone verwijzen. Aangezien het woord "dam" tot nu toe niet overtuigend afgeleid kan worden van een oorspronkelijke betekenis bijvoorbeeld aan hand van mogelijk verwante woorden, blijft deze duiding ietwat speculatief. Bovendien wordt er in de Nederlandse etymologische woordenboeken doorgaans van een menselijke handeling uitgegaan als de term "dam" wordt beschreven (zie Philippa 2009, de Vries 1992).
- Damme (Mecklenburg-Vorpommern)
- Potsdam (Brandenburg) verbasterd in dam, vertaald echter uit het slavisch "onder de eiken"
- Kurfürstendamm (stad Berlijn), verhoogde weg voor de Keurvorst van het stadskasteel in Berlijn naar het jagdkasteel Grunewald.